# Joanna Isabel Mayer
 Joanna Isabel Mayer (* 6. März 1904 in Pettis County, Missouri; † 28. Februar 1991 in San Jose, Kalifornien) war eine US-amerikanische Mathematikerin und Hochschullehrerin. Sie war die erste Doktorandin in Mathematik an der Marquette University.

## Leben und Werk
Mayer wurde als drittes von fünf Kindern einer Pfarrschullehrerin und eines Landwirtes geboren. Sie besuchte zuerst die Sacred-Heart-Schule in Sedalia, Missouri. 1917 zog die Familie nach Hollywood, Kalifornien, wo sie die Cathedral High School besuchte.  Nach der Spanischen Grippe zog die Familie nach Phoenix, Arizona, dann nach Los Angeles, von dort nach San Jose und dann für ein Jahr nach Portland, Oregon. Von 1919 bis 1920 war sie in der ersten akademischen Klasse der St. Mary’s Academy in Portland. Sie zog dann mit der Familie nach Seattle, dann nach Spokane und anschließend nach Kansas City, Missouri, wo sie die katholische Mädchenschule Loretto High School besuchte.  Danach zog sie mit der Familie nach Florida, dann nach Nashville, Tennessee, wo sie die St. Bernard’s High School besuchte und von dort nach Kansas City, dann nach Salt Lake City und zurück nach San Jose in der San Francisco Bay Area. Laut Aufzeichnungen am Dominican College in San Rafael, Kalifornien, absolvierte sie die Notre Dame High School in San Jose, bevor sie am  Dominican College of San Rafael 1927 ihren Bachelor-Abschluss erhielt. Von 1927 bis 1931 war sie in der Graduiertenschule der Marquette University eingeschrieben. 1928 erhielt sie den Master-Abschluss und 1930 wurde ihre Mitgliedschaft in der MAA bekannt gegeben. Von 1929 bis 1930 war sie Abteilungsleiterin am Marymount College in Salina. 1931 promovierte sie bei Harvey Pierson Pettit mit der Dissertation: Projective Description of Plane Quartic Curves. Sie war die erste Doktorandin in Mathematik an der Marquette University. 1932 unterrichtet sie in San Jose, Kalifornien und von 1937 bis 1938 war sie Ausbilderin am Seton Hill College (jetzt Seton Hill University), einer katholischen Frauenschule in Greensburg, Pennsylvania. 1939 unterrichtete sie an der Xavier University. Während des Zweiten Weltkriegs arbeitete sie in Washington, D.C., ebenso 1950 für das Guided Missiles Committee des Verteidigungsministeriums, Pentagon, Washington, D.C. Sie arbeitete über dreizehn Jahre im Militärpersonalaktenzentrum in St. Louis, Missouri. Sie war eine fromme römisch-katholische Frau, besuchte nur katholische Schulen und unterrichtete auch nur in solchen Schulen.

## Mitgliedschaften
- American Mathematical Society
- Mathematical Association of America (MAA)

## Veröffentlichungen (Auswahl)
- 1932: Projective description of plane quartic curves. In: Tohoku Math. J. Band 36, S. 1–21